# イチャスー
イチャスー （Itxassou、バスク語:Itsasu）は、フランス、ヌーヴェル＝アキテーヌ地域圏、ピレネー＝アトランティック県のコミューン。

## 地理
イチャスーはフランス領バスク内のラブール地方に属する。カンボ＝レ＝バンから4km離れた、ニーヴ川湾曲部に位置する。イチャスーからはアルッツァマンディ山（fr、926m）やモンダラン山（fr、750m）へのアクセスが良い。
伝説によれば、シャルルマーニュの甥ローランは、進軍中にニーヴ川を流すため岩を2つに割った。現在le Pas de Rolandと呼ばれる場所が、故事の地である。バスク語では「悪しき抜け道」を意味するAtekagaitzと呼ばれる。

## 交通
イチャスーは県道918号線と県道932号線の交差する場所である。ニーヴ川の東側にある、村の中のイチャスー駅は、バイヨンヌ-サン＝ジャン＝ピエ＝ド＝ポル路線が停車する。

## 由来
バスク語での地名Itsasuとは、「エニシダの地」を意味する（itsasまたはitxasがエニシダを意味する）。
Itxassouとされる以前は、Ytssassu（1264年）、Sanctus Fructuosus d'Itsatsou（1685年、バイヨンヌ司教座の写本において）、フランス革命時代の1793年にはユニオン（Union）とされ、1863年のベアルン＝ペイ・バスク地名辞典においてはItsatsouと記されていた。

## 歴史

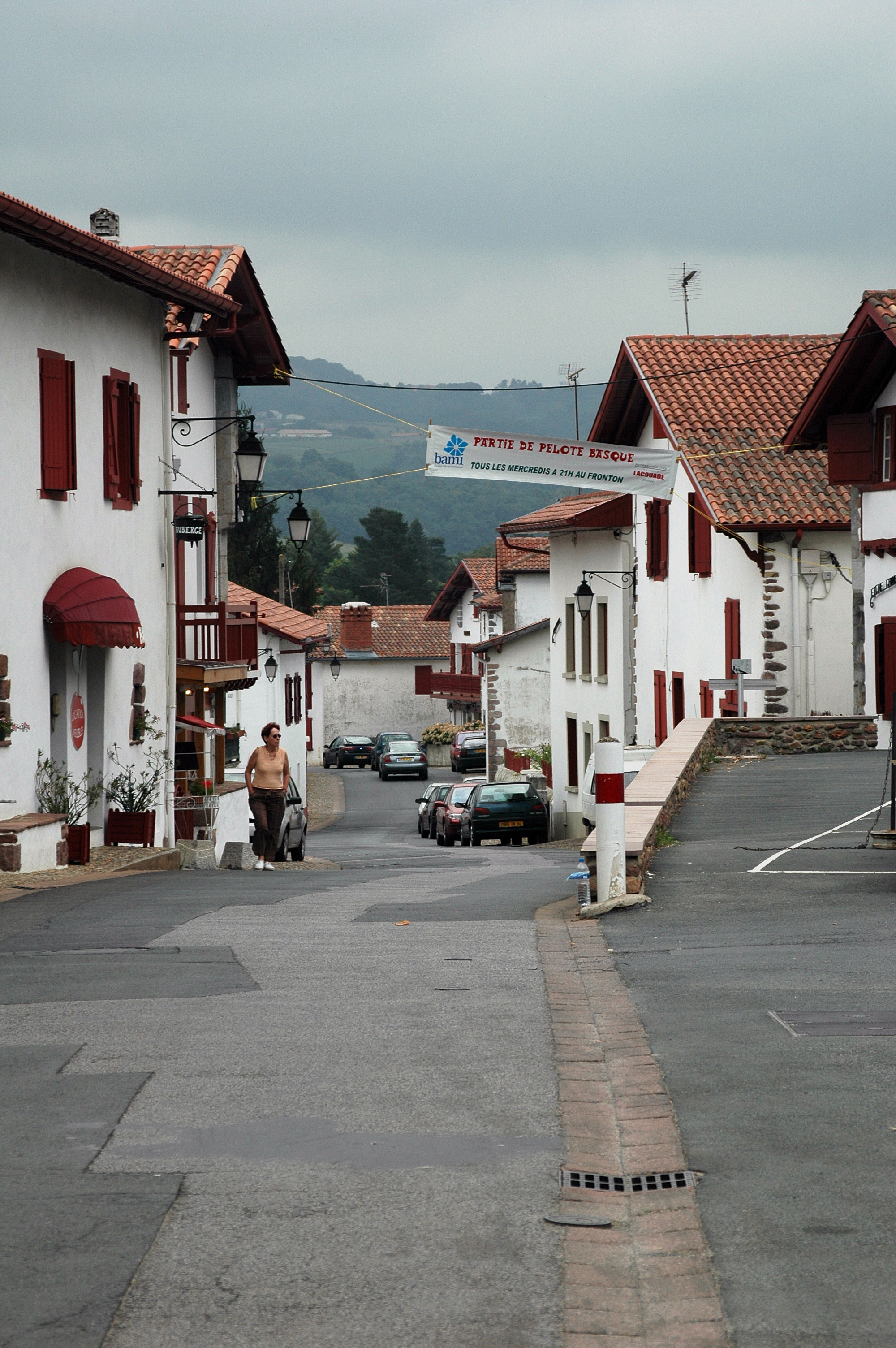
イチャスーの村

先史時代の埋葬地（巨石記念碑）が、モンダラン山の標高716mの峠にある。
モンダラン山の上には、代々のナバーラ王に属した城や望楼があり、中世に建てられたわずかな名残が残る。この場所は15世紀まで機能した。
1790年3月4日、新たにフランスに県を新設する法令が施行され、ベアルン、バイヨンヌのガスコーニュ領、ビダシュ、フランス領バスク3地方を一つにしたバス＝ピレネー県が創設された。フランス領バスクは3つの郡に分けられた。モレオン、サン＝パレ、ラブールの代官区と置き換えたユスタリッツである。ユスタリッツの郡機能はほとんどすぐにバイヨンヌに移管された。革命政府によって、革命精神に適応した名前がコミューンにつけられた。
恐怖政治の中にあった1794年、イチャスーの47人の若者たちが脱走した。公安委員会は、彼らの逮捕を命じ、住民の一部（男性、女性、幼児を含む）を、スペイン国境近くにある他コミューン、エノア、アスカン、エスプレット、サール、スーライドと同様に、追放した。これらのコミューンは「不名誉コミューン」（communes infâmes）と呼ばれた。この措置は他のコミューンにも拡張された。人々は「様々な国営の家に集められるか、ユスタリッツ郡に集められるか、ジャン・ジャック・ルソーのような大きな恐怖の中にあった。」のである。実際は、追放された住民たちは教会に集められ、その後非常に不安定な条件でバイヨンヌやカップブルトン、サン＝ヴァンサン＝ド＝ティロス、オンドルへ強制送還された。コミューン住民を強制収容した県は、ロット県、ロット＝エ＝ガロンヌ県、ジェール県、ランド県、バス＝ピレネー県、オート＝ピレネー県であった。
追放された者の帰還と財産の回復は、1794年9月28日と1794年10月1日にそれぞれ施行された法律で決められた。

## 人口統計
| 1962年 | 1968年 | 1975年 | 1982年 | 1990年 | 1999年 | 2007年 |
| ------ | ------ | ------ | ------ | ------ | ------ | ------ |
| 1134   | 1175   | 1218   | 1297   | 1563   | 1770   | 1998   |

参照元:1962年までEHESS、1968年以降INSEE

## 経済
AOC登録されているエスプレットの生産面積に、イチャスーも含まれている。農業が最も盛んで、オッソー・イラティチーズのAOC地区でもある。
1994年、経済利益団体（fr）セリーズ・ディチャスー（Cerise d'Itxassou）が、イチャスー産サクランボの生産および販売促進活動を行うため新設された。2012年には4200本のサクラの木がイチャスーの丘を覆っているが、それに対して10年前は1000本に満たなかった。
イチャスーの名は、ガトー・バスクに用いられるブラック・チェリーの産地として知られている。また、ヒツジのチーズでも知られる。毎年6月上旬にはサクランボ祭りが開かれる。